# 臺灣新報
《臺灣新報》(1944年4月1日-1945年)，是臺灣日治時期所發行的報紙。

## 1896年～1898年
1896年6月，前任日本大阪府警務部長山下秀實，藉與首任臺灣總督樺山資紀的同鄉之誼，帶著大阪《雷鳴新聞》的活版鉛字印刷設備在臺創立《臺灣新報》，為臺灣第一份近代化的報紙。《臺灣新報》初期限於物資匱乏，故採不定期發行，週刊一或二次。同年7月，第二任臺灣總督桂太郎納《臺灣新報》為臺灣總督府公報，刊登政府律令的發布與解釋，成為一份半官半民的刊物，但也因此得總督府津貼補助，在同年10月改為日報，不過銷路極差，全臺有費報份僅4810份。
1897年5月，另一份《臺灣日報》在總督桂太郎的授意下創刊，同年7月也成為臺灣總督府公報，桂太郎原有意大力扶植，給予優渥津貼，不料卻在創刊前離職，結果補助經費從原來商量好的年津25000圓降至400圓，還遠低於《臺灣新報》的4800圓。差別待遇加上薩長派系問題3，《臺灣日報》開始抨擊總督府，與親總督府的《臺灣新報》反目成仇，展開激烈筆戰，甚至街頭鬥毆。1898年4月，第四任臺灣總督兒玉源太郎上任後出面調停，協助日人守屋善兵衛收購兩報，在5月合併為《臺灣日日新報》，臺灣日治時期第一大報就此誕生。

## 1944年～1945年
1944年3月，臺灣總督府下令合併台灣主要的六家報紙（台北《台灣日日新報》、台北《興南新聞》、台中《臺灣新聞》、台南《臺灣日報》、高雄《高雄新報》、花蓮《東臺灣新報》）成立《臺灣新報》，該報於同年4月1日開始發行。戰後，臺灣省行政長官公署接收《臺灣新報》，改名為《台灣新生報》。主要人物有前興南新聞社的協理羅萬俥、主筆林呈祿與財務經理陳逢源等，他們分別擔任副社長、協理或財務經理等職務，當日本戰敗退出後羅、林以顧問留下來。